# Коровинский сельсовет (Нижегородская область)
Коро́винский сельсове́т — сельское поселение в составе Павловского района Нижегородской области России. Административный центр — деревня Ясенцы.

## История
Статус и границы сельского поселения установлены Законом Нижегородской области от 15 июня 2004 года № 60-З «О наделении муниципальных образований - городов, рабочих посёлков и сельсоветов Нижегородской области статусом городского, сельского поселения».

## Население
| 2002  | 2010  | 2012  | 2013  | 2014  | 2015  | 2016  |
| ----- | ----- | ----- | ----- | ----- | ----- | ----- |
| 2569  | ↘2460 | ↘2415 | ↘2384 | ↘2364 | ↘2341 | ↘2317 |
| 2017  | 2018  | 2019  | 2020  |       |       |       |
| ↘2313 | ↘2295 | ↘2270 | ↘2245 |       |       |       |

## Состав сельского поселения
В состав Коровинского сельсовета входят населённые пункты:
| № | Населённый пункт | Тип населённого пункта          | Население |
| - | ---------------- | ------------------------------- | --------- |
| 1 | Ворвань          | деревня                         | ↘62       |
| 2 | Кишемское        | деревня                         | ↘80       |
| 3 | Коровино         | деревня                         | ↗172      |
| 4 | Рыбино           | деревня                         | ↘134      |
| 5 | Ясенцы           | деревня, административный центр | ↘2012     |